# Campionato mondiale di hockey su ghiaccio maschile 2018
Il campionato mondiale di hockey su ghiaccio maschile 2018, ottantaduesima edizione della manifestazione, si è disputato nelle città di Herning e Copenaghen, in Danimarca, nel periodo tra il 4 e il 20 maggio 2018. È la prima volta che il paese organizza il mondiale.
Il torneo è stato vinto dalla Svezia, la quale ha conquistato il suo undicesimo titolo sconfiggendo in finale la Svizzera per 3-2. Gli Stati Uniti hanno ottenuto la medaglia di bronzo sconfiggendo il Canada per 4-1.
La nazionale della Corea del Sud ha fatto il suo debutto nella massima seria in questa edizione.
La mascotte ufficiale del torneo era un'anatra, ispirata alla fiaba dello scrittore e poeta danese Hans Christian Andersen, Il brutto anatroccolo.

## Scelta della sede
Ci sono state due candidature per ospitare questo campionato.
- Danimarca
  - Copenaghen/Herning

La Danimarca è l'unico paese IIHF ai primi posti che non ha mai ospitato il torneo. Le arene proposte erano la Royal Arena di Copenaghen e la Jyske Bank Boxen di Herning. Entrambe le arene hanno una capacità di circa 12.000 posti per le partite di hockey.
- Lettonia
  - Riga

La Lettonia ha ospitato il Campionato mondiale IIHF nel 2006. Le arene proposte erano l'Arena Riga e una sede secondaria da costruire.
La decisione è stata annunciata il 23 maggio 2014. Il conteggio finale è stato del 95-12 a favore della Danimarca.

## Stadi
| Copenaghen       | Copenaghen Herning | Herning          |
| ---------------- | ------------------ | ---------------- |
| Royal Arena      | Copenaghen Herning | Jyske Bank Boxen |
|                  | Copenaghen Herning |                  |
| Capacità: 12.500 | Copenaghen Herning | Capacità: 12.000 |
|                  | Copenaghen Herning |                  |

## Squadre partecipanti
Qualificata come paese ospitante
- Danimarca

Automaticamente qualificate dall’edizione del 2017
- Bielorussia
- Canada
- Rep. Ceca
- Finlandia
- Francia
- Germania
- Lettonia
- Norvegia
- Russia
- Slovacchia
- Svezia
- Svizzera
- Stati Uniti

Qualificate dopo aver ottenuto la promozione dalla Divisione I dell’edizione 2017
- Austria
- Corea del Sud

## Raggruppamenti
I raggruppamenti del turno preliminare si basavano sulla classifica mondiale IIHF 2017, conclusasi al termine del Campionato mondiale di hockey su ghiaccio maschile 2017.
La Danimarca e la Svezia hanno giocato in gruppi separati, la Danimarca alla Jyske Bank Boxen mentre la Svezia alla Royal Arena di Copenaghen.
Gruppo A
- Russia (2)
- Svezia (3)
- Rep. Ceca (6)
- Svizzera (7)
- Bielorussia (10)
- Slovacchia (11)
- Francia1 (13)
- Austria (16)

Gruppo B
- Canada (1)
- Finlandia (4)
- Stati Uniti (5)
- Germania (8)
- Norvegia (9)
- Lettonia (12)
- Danimarca1 (14)
- Corea del Sud (21)

1 La Danimarca e la Francia si scambiarono le parti in modo che la Danimarca non facesse parte dello stesso gruppo della Svezia.

## Arbitri
Sono stati annunciati 16 arbitri e 16 giudici di linea il 21 marzo 2018.
| Arbitri | Giudici di linea |
| --- | --- |
| - Mark Lemelin - Oliver Gouin - Brett Iverson - Jan Hribik - Antonín Jeřábek - Mikko Kaukokari - Aleksi Rantala - Gordon Schukies - Roman Gofman - Konstantin Olenin - Tobias Wehrli - Jozef Kubuš - Linus Öhlund - Mikael Sjöqvist - Timothy Mayer - Stephen Reneau | - Dmitri Golyak - Dustin McCrank - Nathan Vanoosten - Miroslav Lhotský - Rene Jensen - Hannu Sormunen - Sakari Suominen - Lukas Kohlmüller - Jon Kilian - Alexander Otmakhov - Gleb Lazarev - Nicolas Fluri - Peter Šefčík - Andreas Malmqvist - Jake Davis - Brian Oliver |

## Gironi preliminari

### Gruppo A
| Pos | Squadra         | G | V | VS | PS | P | GF | GS | DG  | Pt | Qualificazione o retrocessione |
| --- | --------------- | - | - | -- | -- | - | -- | -- | --- | -- | ------------------------------ |
| 1   | Svezia          | 7 | 6 | 1  | 0  | 0 | 31 | 9  | +22 | 20 | Quarti di finale               |
| 2   | Russia          | 7 | 5 | 0  | 1  | 1 | 32 | 10 | +22 | 16 | Quarti di finale               |
| 3   | Rep. Ceca       | 7 | 3 | 3  | 0  | 1 | 27 | 15 | +12 | 15 | Quarti di finale               |
| 4   | Svizzera        | 7 | 3 | 1  | 1  | 2 | 25 | 19 | +6  | 12 | Quarti di finale               |
| 5   | Slovacchia      | 7 | 3 | 0  | 2  | 2 | 19 | 20 | −1  | 11 |                                |
| 6   | Francia         | 7 | 2 | 0  | 0  | 5 | 13 | 29 | −16 | 6  |                                |
| 7   | Austria         | 7 | 1 | 0  | 1  | 5 | 13 | 30 | −17 | 4  |                                |
| 8   | Bielorussia (R) | 7 | 0 | 0  | 0  | 7 | 8  | 36 | −28 | 0  | Retrocessa in Divisione I 2019 |

| 4 maggio 2018  |  |           |  |             |  |
| Russia         |  | 7–0       |  | Francia     |  |
| Svezia         |  | 5–0       |  | Bielorussia |  |
| 5 maggio 2018  |  |           |  |             |  |
| Svizzera       |  | 3–2 (OT)  |  | Austria     |  |
| Francia        |  | 6–2       |  | Bielorussia |  |
| Rep. Ceca      |  | 3–2 (OT)  |  | Slovacchia  |  |
| 6 maggio 2018  |  |           |  |             |  |
| Austria        |  | 0–7       |  | Russia      |  |
| Svezia         |  | 3–2       |  | Rep. Ceca   |  |
| Slovacchia     |  | 0–2       |  | Svizzera    |  |
| 7 maggio 2018  |  |           |  |             |  |
| Bielorussia    |  | 0–6       |  | Russia      |  |
| Svezia         |  | 4–0       |  | Francia     |  |
| 8 maggio 2018  |  |           |  |             |  |
| Austria        |  | 2–4       |  | Slovacchia  |  |
| Rep. Ceca      |  | 5–4 (GWS) |  | Svizzera    |  |
| 9 maggio 2018  |  |           |  |             |  |
| Svizzera       |  | 5–2       |  | Bielorussia |  |
| Svezia         |  | 7–0       |  | Austria     |  |
| 10 maggio 2018 |  |           |  |             |  |
| Slovacchia     |  | 3–1       |  | Francia     |  |
| Rep. Ceca      |  | 4–3 (OT)  |  | Russia      |  |
| 11 maggio 2018 |  |           |  |             |  |
| Francia        |  | 5–2       |  | Austria     |  |
| Bielorussia    |  | 0–3       |  | Rep. Ceca   |  |
| 12 maggio 2018 |  |           |  |             |  |
| Slovacchia     |  | 3–4 (OT)  |  | Svezia      |  |
| Austria        |  | 4–0       |  | Bielorussia |  |
| Russia         |  | 4–3       |  | Svizzera    |  |
| 13 maggio 2018 |  |           |  |             |  |
| Francia        |  | 0–6       |  | Rep. Ceca   |  |
| Svizzera       |  | 3–5       |  | Svezia      |  |
| 14 maggio 2018 |  |           |  |             |  |
| Russia         |  | 4–0       |  | Slovacchia  |  |
| Rep. Ceca      |  | 4–3       |  | Austria     |  |
| 15 maggio 2018 |  |           |  |             |  |
| Svizzera       |  | 5–1       |  | Francia     |  |
| Bielorussia    |  | 4–7       |  | Slovacchia  |  |
| Russia         |  | 1–3       |  | Svezia      |  |

### Gruppo B
| Pos | Squadra           | G | V | VS | PS | P | GF | GS | DG  | Pt | Qualificazione o retrocessione |
| --- | ----------------- | - | - | -- | -- | - | -- | -- | --- | -- | ------------------------------ |
| 1   | Finlandia         | 7 | 5 | 0  | 1  | 1 | 38 | 11 | +27 | 16 | Quarti di finale               |
| 2   | Stati Uniti       | 7 | 4 | 2  | 0  | 1 | 39 | 16 | +23 | 16 | Quarti di finale               |
| 3   | Canada            | 7 | 4 | 1  | 1  | 1 | 32 | 12 | +20 | 15 | Quarti di finale               |
| 4   | Lettonia          | 7 | 3 | 1  | 2  | 1 | 16 | 16 | 0   | 13 | Quarti di finale               |
| 5   | Danimarca (H)     | 7 | 3 | 1  | 0  | 3 | 13 | 17 | −4  | 11 |                                |
| 6   | Germania          | 7 | 1 | 1  | 2  | 3 | 16 | 20 | −4  | 7  |                                |
| 7   | Norvegia          | 7 | 1 | 1  | 1  | 4 | 13 | 31 | −18 | 6  |                                |
| 8   | Corea del Sud (R) | 7 | 0 | 0  | 0  | 7 | 4  | 48 | −44 | 0  | Retrocessa in I Divisione 2019 |

| 4 maggio 2018  |  |           |  |               |  |
| Stati Uniti    |  | 5–4 (GWS) |  | Canada        |  |
| Germania       |  | 2–3 (GWS) |  | Danimarca     |  |
| 5 maggio 2018  |  |           |  |               |  |
| Norvegia       |  | 2–3 (OT)  |  | Lettonia      |  |
| Finlandia      |  | 8–1       |  | Corea del Sud |  |
| Danimarca      |  | 0–4       |  | Stati Uniti   |  |
| 6 maggio 2018  |  |           |  |               |  |
| Corea del Sud  |  | 0–10      |  | Canada        |  |
| Germania       |  | 4–5 (GWS) |  | Norvegia      |  |
| Lettonia       |  | 1–8       |  | Finlandia     |  |
| 7 maggio 2018  |  |           |  |               |  |
| Stati Uniti    |  | 3–0       |  | Germania      |  |
| Canada         |  | 7–1       |  | Danimarca     |  |
| 8 maggio 2018  |  |           |  |               |  |
| Corea del Sud  |  | 0–5       |  | Lettonia      |  |
| Finlandia      |  | 7–0       |  | Norvegia      |  |
| 9 maggio 2018  |  |           |  |               |  |
| Germania       |  | 6–1       |  | Corea del Sud |  |
| Finlandia      |  | 2–3       |  | Danimarca     |  |
| 10 maggio 2018 |  |           |  |               |  |
| Stati Uniti    |  | 3–2 (OT)  |  | Lettonia      |  |
| Norvegia       |  | 0–5       |  | Canada        |  |
| 11 maggio 2018 |  |           |  |               |  |
| Danimarca      |  | 3–0       |  | Norvegia      |  |
| Stati Uniti    |  | 13–1      |  | Corea del Sud |  |
| 12 maggio 2018 |  |           |  |               |  |
| Lettonia       |  | 3–1       |  | Germania      |  |
| Danimarca      |  | 3–1       |  | Corea del Sud |  |
| Canada         |  | 1–5       |  | Finlandia     |  |
| 13 maggio 2018 |  |           |  |               |  |
| Norvegia       |  | 3–9       |  | Stati Uniti   |  |
| Germania       |  | 3–2 (OT)  |  | Finlandia     |  |
| 14 maggio 2018 |  |           |  |               |  |
| Corea del Sud  |  | 0–3       |  | Norvegia      |  |
| Canada         |  | 2–1 (OT)  |  | Lettonia      |  |
| 15 maggio 2018 |  |           |  |               |  |
| Finlandia      |  | 6–2       |  | Stati Uniti   |  |
| Canada         |  | 3–0       |  | Germania      |  |
| Lettonia       |  | 1–0       |  | Danimarca     |  |

## Fase ad eliminazione diretta
|  | Quarti di finale | Quarti di finale | Quarti di finale |             |        | Semifinali | Semifinali | Semifinali |             |                 | Finale          | Finale          | Finale |  |
|  |                  |                  |                  |             |        |            |            |            |             |                 |                 |                 |        |  |
|  | A1               | Svezia           | 3                |             |        |            |            |            |             |                 |                 |                 |        |  |
|  | A1               | Svezia           | 3                |             |        |            |            |            |             |                 |                 |                 |        |  |
|  | B4               | Lettonia         | 2                |             |        |            |            |            |             |                 |                 |                 |        |  |
|  | B4               | Lettonia         | 2                |             | Svezia | Svezia     | 6          |            |             |                 |                 |                 |        |  |
|  |                  |                  |                  |             | Svezia | Svezia     | 6          |            |             |                 |                 |                 |        |  |
|  |                  |                  | Stati Uniti      | Stati Uniti | 0      |            |            |            |             |                 |                 |                 |        |  |
|  | B2               | Stati Uniti      | Stati Uniti      | Stati Uniti | 0      | 3          |            |            |             |                 |                 |                 |        |  |
|  | B2               | Stati Uniti      |                  |             |        |            |            |            |             |                 |                 |                 |        |  |
|  | A3               | Rep. Ceca        | 2                |             |        |            |            |            |             |                 |                 |                 |        |  |
|  | A3               | Rep. Ceca        | 2                |             | Svezia | Svezia     | 3 (SO)     |            |             |                 |                 |                 |        |  |
|  |                  |                  |                  |             |        |            |            |            |             |                 |                 |                 |        |  |
|  |                  |                  | Svizzera         | Svizzera    | 2      |            |            |            |             |                 |                 |                 |        |  |
|  | B1               | Russia           | Svizzera         | Svizzera    | 2      | 4          |            |            |             |                 |                 |                 |        |  |
|  | B1               | Russia           |                  |             |        | 4          |            |            |             |                 |                 |                 |        |  |
|  | A4               | Canada           | 5 (OT)           |             |        |            |            |            |             |                 |                 |                 |        |  |
|  | A4               | Canada           | 5 (OT)           |             | Canada | Canada     | 2          |            |             | Finale 3º posto | Finale 3º posto | Finale 3º posto |        |  |
|  |                  |                  |                  |             | Canada | Canada     | 2          |            |             |                 |                 |                 |        |  |
|  |                  |                  | Svizzera         | Svizzera    | 3      |            |            |            |             |                 |                 |                 |        |  |
|  | A2               | Finlandia        | Svizzera         | Svizzera    | 3      | 2          |            |            | Stati Uniti | Stati Uniti     | 4               |                 |        |  |
|  | A2               | Finlandia        |                  |             |        |            |            |            | Stati Uniti | Stati Uniti     | 4               |                 |        |  |
|  | B3               | Svizzera         | 3                |             |        | Canada     | Canada     | 1          |             |                 |                 |                 |        |  |

### Finale
| Arbitri: | Roman Gofman Oliver Gouin |

|                                           |                |                                          |
| Gustav Nyquist 17:54 Mika Zibanejad 34:53 | Marcatori      | 16:38 Nino Niederreiter 23:13 Timo Meier |
| Ekman-Larsson Filip Forsberg              | Shootout 2 – 1 | Sven Andrighetto                         |

## Riconoscimenti

### Classifica marcatori
| Player           | GP | G | A  | Pts | +/− | PIM | POS |
| ---------------- | -- | - | -- | --- | --- | --- | --- |
| Patrick Kane     | 10 | 8 | 12 | 20  | −2  | 0   | F   |
| Sebastian Aho    | 8  | 9 | 9  | 18  | +15 | 2   | F   |
| Connor McDavid   | 10 | 5 | 12 | 17  | +6  | 10  | F   |
| Rickard Rakell   | 10 | 6 | 8  | 14  | +7  | 6   | F   |
| Teuvo Teräväinen | 8  | 5 | 9  | 14  | +14 | 8   | F   |
| Cam Atkinson     | 10 | 7 | 4  | 11  | −3  | 2   | F   |
| Mika Zibanejad   | 10 | 6 | 5  | 11  | +10 | 0   | F   |
| Mikko Rantanen   | 8  | 5 | 6  | 11  | +1  | 6   | F   |
| Mattias Janmark  | 10 | 4 | 6  | 10  | +8  | 8   | F   |
| Chris Kreider    | 10 | 4 | 6  | 10  | +7  | 2   | F   |

GP = partite giocate; G = goal; A = assist; Pts = punti; +/− = differenza; PIM = penalità in minuti; POS = posizione

Fonte: IIHF.com

### Classifica portieri
| Player            | TOI    | GA | GAA  | SA  | Sv%   | SO |
| ----------------- | ------ | -- | ---- | --- | ----- | -- |
| Anders Nilsson    | 440:00 | 8  | 1.09 | 174 | 95.40 | 3  |
| Frederik Andersen | 362:56 | 10 | 1.65 | 178 | 94.38 | 1  |
| Igor Shestyorkin  | 204:57 | 5  | 1.46 | 86  | 94.19 | 2  |
| Elvis Merzļikins  | 360:35 | 9  | 1.50 | 151 | 94.04 | 2  |
| Harri Säteri      | 298:31 | 7  | 1.41 | 114 | 93.86 | 1  |

TOI = tempo sul ghiaccio (minuti:secondi); SA = tiri subiti; GA = goal subiti; GAA = media goal subiti; Sv% = percentuale parate; SO = Shutout

Fonte: IIHF.com

### Premi
- Migliori giocatori decisi dalla federazione:
  - Miglior portiere:  Frederik Andersen
  - Miglior Difensore:  John Klingberg
  - Miglior Attaccante:  Sebastian Aho

Fonte: IIHF.com Archiviato l'8 luglio 2020 in Internet Archive.
- Media All-Stars:
  - MVP:  Patrick Kane
  - Portiere:  Anders Nilsson
  - Difensore:  Adam Larsson /  Oliver Ekman-Larsson
  - Attaccante:  Rickard Rakell /  Patrick Kane /  Sebastian Aho

Fonte: IIHF.com Archiviato l'11 settembre 2020 in Internet Archive.

## Classifica finale
| Pos | Squadra       |
| --- | ------------- |
| 1   | Svezia        |
| 2   | Svizzera      |
| 3   | Stati Uniti   |
| 4   | Canada        |
| 5   | Finlandia     |
| 6   | Russia        |
| 7   | Rep. Ceca     |
| 8   | Lettonia      |
| 9   | Slovacchia    |
| 10  | Danimarca     |
| 11  | Germania      |
| 12  | Francia       |
| 13  | Norvegia      |
| 14  | Austria       |
| 15  | Bielorussia   |
| 16  | Corea del Sud |

| Campioni del mondo di hockey su ghiaccio 2018 |
| Svezia 11º titolo                             |

Il piazzamento finale è stabilito dai seguenti criteri:
- Posizioni dal 1º al 4º posto: i risultati della finale e della finale per il 3º posto
- Posizioni dal 5º all'8º posto (squadre perdenti ai quarti di finale): il piazzamento nei gironi preliminari; in caso di ulteriore parità, la differenza reti nei gironi preliminari.
- Posizioni dal 9º al 14º posto (squadre non qualificate per la fase ad eliminazione diretta): il piazzamento nei gironi preliminari; in caso di ulteriore parità, la differenza reti nei gironi preliminari.
- Posizioni dal 15º al 16º posto: ultime due classificate nei gironi preliminari.

| Promosse nel Gruppo A:         | Regno Unito | Italia        |
| Retrocesse in Prima Divisione: | Bielorussia | Corea del Sud |